# Distretto elettorale di Lüderitz
Il distretto elettorale di Lüderitz è un distretto elettorale della Namibia situato nella regione di ǁKaras con 13.859 abitanti al censimento del 2011. Il capoluogo è la città di Lüderitz.